# Polýdroso (ort i Grekland, Nomós Ártas)
Polýdroso är en ort i Grekland.   Den ligger i prefekturen Nomós Ártas och regionen Epirus, i den centrala delen av landet, 270 km nordväst om huvudstaden Aten. Polýdroso ligger 7 meter över havet och antalet invånare är 497.
Terrängen runt Polýdroso är huvudsakligen platt, men västerut är den kuperad. Terrängen runt Polýdroso sluttar söderut. Runt Polýdroso är det ganska glesbefolkat, med 39 invånare per kvadratkilometer. Närmaste större samhälle är Arta, 11,0 km nordost om Polýdroso. Trakten runt Polýdroso består till största delen av jordbruksmark.